# Toyota Paseo
Paseo é um cupê compacto da Toyota.

## Galeria
- 1ª geração (1991-95)
- 2ª geração (1995-99)